# Харвис (озеро)
Ха́рвис (англ. Harveys Lake, Harvey's Lake), или Ха́рви (англ. Harvey Lake) — естественное озеро ледникового происхождения, расположенное в 19 км к северо-западу от города Уилкс-Барре в боро Харвис-Лейк, входящем в состав округа Льюзерн штата Пенсильвания Соединённых Штатов Америки. Площадь — 2,8 км².

## География

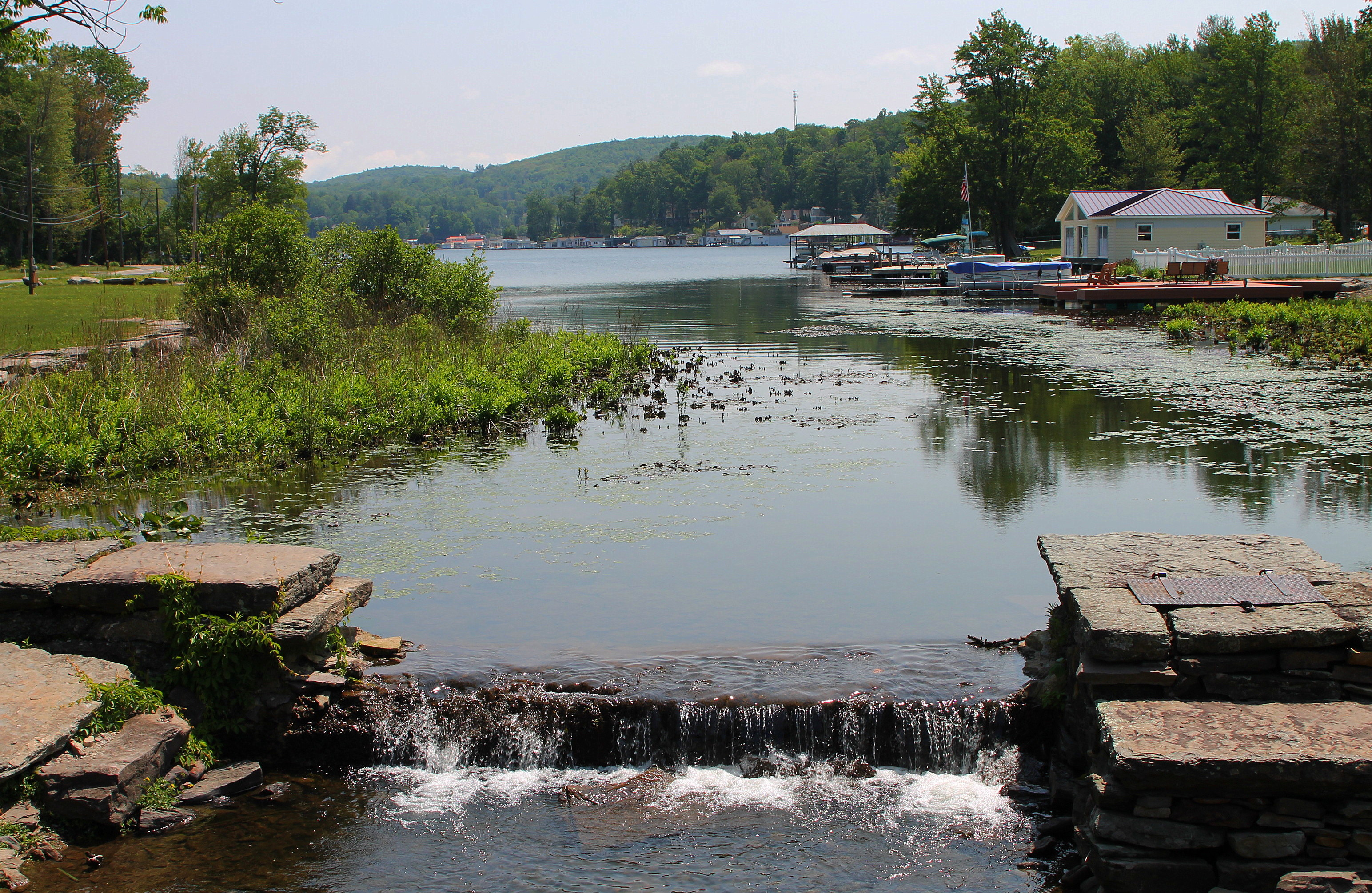
Harveys Lake dam

Харвис — крупнейшее природное озеро Пенсильвании по объёму и второе по площади. Средняя глубина Харвиса — 11 м; максимальная — 31 м. Длина береговой линии — 13,4 км. После проведения первого исследования озера в начале XVIII века его площадь составляла в два раза меньше нынешней.
Со всех сторон к озеру прилегают крутые холмы. К югу от озера расположены наиболее высокие холмы, поднимающиеся на 120 м над уровнем озера. Озеро имеет гравийное дно.